# Parachute Regiment (Regno Unito)
Il Parachute Regiment abbreviato "Paras" ("Reggimento Paracadutisti" in italiano) è un reggimento di fanteria aviotrasportata dell'esercito britannico.
Il 1º battaglione è permanentemente nello Special Forces Support Group, sotto il comando operativo delle forze speciali britanniche. Gli altri tre battaglioni sono parte della componente aviotrasportata dell'unità di reazione rapida dell'esercito britannico, il 16 Air Assault Brigade.

## Storia
Il Reggimento Paracadutisti è stato costituito il 22 giugno 1940, durante la seconda guerra mondiale ed è cresciuto fino a raggiungere 17 battaglioni, che facevano parte della 1ª Divisione Aviotrasportata, la 6ª Divisione Aviotrasportata e il 2nd Independent Parachute Brigade Group sul fronte europeo. Altri tre battaglioni servivano in India e in Birmania. Ebbero il loro battesimo del fuoco nel 1942 in Nord Africa, durante l'Operazione Torch. 
In Sicilia nel luglio 1943 (sbarco in Sicilia) i paracadutisti ebbero occasione di effettuare il primo avio assalto. La 2ª Brigata Paracadutisti nel 1944 prese parte allo sbarco in Provenza, mentre il grosso della Divisione veniva mobilitato per lo sbarco in Normandia.
Il reggimento ha partecipato nel corso della guerra a sei grandi operazioni di lancio con paracadute in Nord Africa, Italia, Grecia, Francia, Paesi Bassi e la Germania, spesso atterrando davanti a tutte le altre truppe.
Alla fine della seconda guerra mondiale, il reggimento è stato ridotto a tre battaglioni dell'esercito regolare, prima assegnati alla 16ª Brigata Paracadutisti e più tardi alla 5ª Brigata Paracadutisti. La 16ª Divisione Aviotrasportata di riserva è stata formata usando i battaglioni di riserva del reggimento nel Territorial Army, ma i tagli alla difesa l'hanno gradualmente ridotta prima a una brigata paracadutisti e poi all'odierno singolo battaglione di riserva. 
Nel 1972 questo corpo si rese responsabile della morte di 13 dimostranti cattolici nordirlandesi, episodio ricordato come "Bloody Sunday" (Domenica di sangue).
Battaglioni del reggimento hanno preso parte dal 1956 alle operazioni a Suez (crisi di Suez), Cipro (Emergenza di Cipro), Borneo (confronto tra Indonesia e Malesia), Aden (Emergenza di Aden), Irlanda del Nord (conflitto nordirlandese), le Falkland (guerra delle Falkland), i Balcani (guerre jugoslave), la Sierra Leone (guerra civile in Sierra Leone), l'Iraq (guerra in Iraq) e l'Afghanistan (guerra in Afghanistan).

## Struttura
- 1º battaglione - St Athan (forze speciali)
- 2º battaglione - Colchester
- 3º battaglione - Colchester
- 4º battaglione (riserva) - Pudsey